# Пархоменко, Василий Гаврилович
Василий Гаврилович Пархоменко — советский хозяйственный, государственный и политический деятель, Герой Социалистического Труда.

## Биография
Родился в 1930 году в Черниговской области. Член КПСС.
С 1946 года — на хозяйственной, общественной и политической работе. В 1946—1990 гг. — тракторист, бригадир тракторной бригады колхоза «Авангард» Осиповичского района, председатель колхоза имени Кирова Шкловского района Могилёвской области Белорусской ССР.
Указом Президиума Верховного Совета СССР от 8 апреля 1971 года присвоено звание Героя Социалистического Труда с вручением ордена Ленина и золотой медали «Серп и Молот».
Умер в Шкловском районе после 1990 года.

## Награды и звания
- Герой Социалистического Труда (08.04.1971).
- орден Ленина (14.02.1965, 08.04.1971, 07.07.1986)
- орден Октябрьской Революции (16.03.1981)
- орден Трудового Красного Знамени (30.04.1966)